# Dascillus longicornis
Dascillus longicornis is een keversoort uit de familie withaarkevers (Dascillidae). De wetenschappelijke naam van de soort is voor het eerst geldig gepubliceerd in 1849 door Guérin-Méneville.